# Nancy Drew
Nancy Drew ist die Titelheldin mehrerer US-amerikanischer Kriminalromanserien, sowie daraus adaptierten Filmen, Computerspielen und Fernsehserien. Die Figur der sechzehnjährigen – später achtzehnjährigen – Detektivin wurde im Jahr 1930 vom Publizisten Edward Stratemeyer erschaffen. In der Frühzeit wurden die Geschichten vor allem von Mildred Wirt Benson geschrieben, nach Edward Stratemeyers Tod nach Szenarios seiner Tochter Harriet Stratemeyer Adams. Einer der Autoren der Reihe war Walter Karig. Die Bücher erschienen unter dem Sammelpseudonym Carolyn Keene, zuerst bei Grosset & Dunlap, ab den Achtzigern bei Simon & Schuster. Die umfangreichste und langlebigste Buchreihe war die ursprüngliche Serie Nancy Drew Mystery Stories, die in 175 Ausgaben von 1930 bis 2003 erschien.
Nancy-Drew-Bücher wurden in mehrere Sprachen übersetzt und über 80 Millionen Mal verkauft. In den Vereinigten Staaten ist Nancy Drew eine Kulturikone.

## Hintergrund
In den Werken ist Nancy Drew die Tochter des verwitweten Rechtsanwalts Carson Drew. Als Detektivin löst sie oft Fälle, die mit der Arbeit ihres Vaters zusammenhängen. Sie ist finanziell unabhängig und reist mit ihrem Wagen quer durch die USA.

## Verfilmungen
Filme
Nancy Drew wurde bereits mehrfach verfilmt:
- 1938: Nancy Drew – Detective, Regie: William Clemens, Darstellerin: Bonita Granville
- 1939: Nancy Drew… Reporter, Regie: William Clemens, Darstellerin: Bonita Granville
- 1939: Nancy Drew… Trouble Shooter, Regie: William Clemens, Darstellerin: Bonita Granville
- 1939: Nancy Drew and the Hidden Staircase, Regie: William Clemens, Darstellerin: Bonita Granville
- 2002: Nancy Drew – Auf der Suche nach der Wahrheit, Regie: James Frawley, Darstellerin: Maggie Lawson
- 2007: Nancy Drew – Girl Detective, Regie: Andrew Fleming, Darstellerin: Emma Roberts
- 2019: Nancy Drew and the Hidden Staircase, Regie: Katt Shea, Darstellerin: Sophia Lillis

Fernsehserien
- 1977–1979: The Hardy Boys/Nancy Drew Mysteries, Darstellerin: Pamela Sue Martin
- 1995: Nancy Drew, Darstellerin: Tracy Ryan
- seit 2019: Nancy Drew, Darstellerin: Kennedy McMann

geplante Fernsehserien
Ab 2015 entwickelte das US-amerikanische Fernseh-Network CBS eine Serie basierend auf der Figur Nancy Drew. In der Serie hätte die nun über 30-jährige Nancy Drew als Polizistin in New York für das NYPD gearbeitet und Kriminalfälle gelöst. Die Serie wurde von Joan Rater und Tony Phelan entwickelt und von CBS Television Studios produziert. Ein Pilotfilm wurde gefilmt, in dem Sarah Shahi die Hauptrolle der Nancy Drew spielte, weitere Rollen wurden von Anthony Edwards und Vanessa Ferlito übernommen. CBS entschied sich nach Ansicht des Pilotfilms dagegen, die Serie in Auftrag zu geben.

## Computerspiele
Seit 1998 gibt es auch Computerspiele, welche sich um Nancy Drew drehen. Hier muss man hauptsächlich verschiedene Rätsel lösen, um näher an die Lösung des jeweiligen Falles zu gelangen.

### Nancy Drew Adventure
- Nancy Drew - Secrets Can Kill (PC 1998)
- Nancy Drew - Stay Tuned for Danger (PC 1999)
- Nancy Drew - Message in a Haunted Mansion (PC 2000/GBA 2001)
- Nancy Drew - Treasure in the Royal Tower (PC 2001)
- Nancy Drew - The Final Scene (PC 2001)
- Nancy Drew - Secret of the Scarlet Hand (PC 2002)
- Nancy Drew - Ghost Dogs of Moon Lake (PC 2002)
- Nancy Drew - The Haunted Carousel (PC 2003)
- Nancy Drew - Danger on Deception Island (PC 2003)
- Nancy Drew - The Secret of Shadow Ranch (PC 2004)
- Nancy Drew - Curse of Blackmoor Manor (PC 2004/DVD 2006)
- Nancy Drew - Secret of the Old Clock (PC 2005)
- Nancy Drew - Last Train to Blue Moon Canyon (PC 2005)
- Nancy Drew - Danger by Design (PC 2006)
- Nancy Drew - The Creature of Kapu Cave (PC 2006)
- Nancy Drew - The White Wolf of Icicle Creek (PC 2007/Nintendo Wii 2008)
- Nancy Drew - Legend of the Crystal Skull (PC 2007)
- Nancy Drew - The Phantom of Venice (PC 2008)
- Nancy Drew - The Haunting of Castle Malloy (PC 2008)
- Nancy Drew - Ransom of the Seven Ships (PC 2009)
- Nancy Drew - Warnings at Waverly Academy (PC 2009)
- Nancy Drew - Trail of the Twister (PC/Mac 2010)
- Nancy Drew - Secrets Can Kill Remastered (PC/Mac 2010)
- Nancy Drew - Shadow at the Water’s Edge (PC/Mac 2010)
- Nancy Drew - The Captive Curse (PC/Mac 2011)
- Nancy Drew - Alibi in Ashes (PC/Mac 2011)
- Nancy Drew - Tomb of the Lost Queen (PC/Mac 2012)
- Nancy Drew - The Deadly Device (PC/Mac 2012)
- Nancy Drew - Ghost of Thornton Hall (PC/Mac 2013)
- Nancy Drew - The Silent Spy (PC/Mac 2013)
- Nancy Drew – The Shattered Medallion (2014)

Das Fachmagazin Adventure Gamers ordnete Nancy Drew - Curse of Blackmoor Manor 2011 in seiner Liste Top 100 All-Time Adventure Games auf Platz 99 ein.

### Nancy Drew Dossier
- Lights, Camera, Curses (PC 2008)
- Resorting to Danger (PC 2009)

### Nancy Drew Mobile Mysteries
- Shadow Ranch (iPod Touch/iPhone/iPad 2011)